# Tadeusz Dołęga-Mostowicz
Tadeusz Dołęga-Mostowicz (ur. 23 września 1900 w Głębokiem, zm. 20 września 1939 w Kutach) – polski pisarz, scenarzysta i dziennikarz. Najbardziej poczytny polski pisarz okresu międzywojennego. Popularność przyniosły mu takie powieści jak Kariera Nikodema Dyzmy, Znachor, Doktor Murek czy Pamiętnik pani Hanki, na podstawie których powstały też chętnie oglądane filmy i seriale.

## Życiorys

### Młodość i praca dziennikarska

Dołęga, herb rodowy Mostowiczów, którego pisarz używał jako przydomek

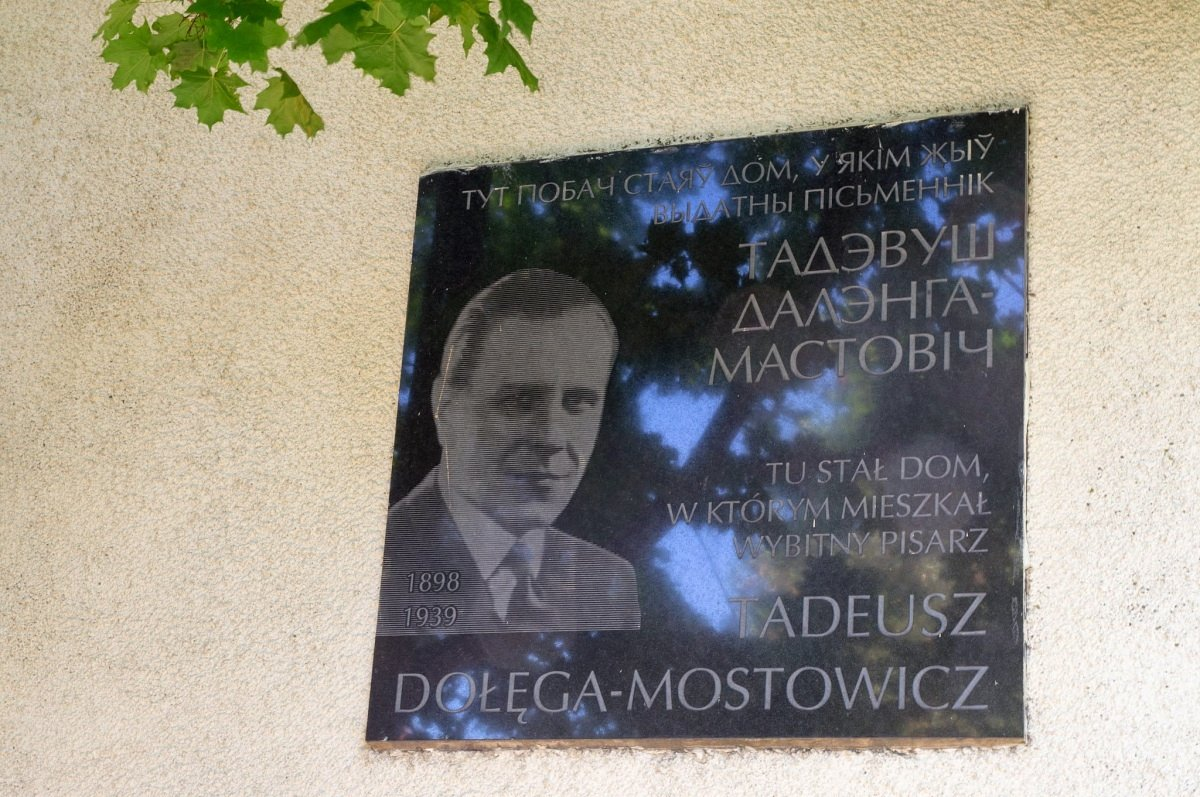
Tablica w miejscu domu rodzinnego Mostowiczów w Głębokiem

Pochodził z Głębokiego, niedużego miasta na Witebszczyźnie (na terenie dzisiejszej Białorusi). Według metryki urodzenia przyszedł na świat 23 września 1900 w Głębokiem, a ochrzczony został 10 stycznia 1901. Niemniej sam podawał błędnie wcześniejszą datę 10 sierpnia 1898, która przez lata uważana była za prawdziwą. Również w źródłach można znaleźć błędną datę 11 października 1900, którą po latach podawała jego siostra Jadwiga. Pisarz jako miejsce swoich narodzin podawał pobliski folwark Okuniewo, majątek rodziny matki, co również było zmyśleniem. Majątek ten był sprzedany przez rodzinę na długo przed jego narodzinami.
Był synem Stefana Mostowicza i Stanisławy z Potopowiczów. W Głębokiem Mostowiczowie mieszkali w domu przy ul. Krakowskiej (dziś ul. Sowiecka nr 2), obok kościoła św. Trójcy. Ojciec był prawnikiem, a matka nauczycielką. Groby rodziców pisarza znajdują się w polskiej części cmentarza w Głębokiem. Rodzina uważała się za Polaków, a w domu obecna była polska literatura (przyszły pisarz znał na pamięć całego Pana Tadeusza).
Tadeusz Mostowicz uczęszczał do gimnazjum w Wilnie, a następnie w 1915 rozpoczął naukę w Kijowie (według oficjalnej biografii studiował prawo na tamtejszym uniwersytecie, zaś według relacji rodziny kontynuował naukę w gimnazjum). W tym czasie należał do konspiracyjnej piłsudczykowskiej Polskiej Organizacji Wojskowej. W 1919 powrócił na Kresy, gdzie zaciągnął się ochotniczo do 13 Pułku Ułanów Wileńskich pod dowództwem Jerzego Dąbrowskiego „Łupaszki”. Brał udział w wojnie polsko-bolszewickiej, a po zdemobilizowaniu w 1922 przyjechał do Warszawy w poszukiwaniu pracy.
Początkowo sytuacja materialna Mostowicza w Warszawie była bardzo trudna, mieszkał m.in. w wieloosobowym wynajętym pokoju. Doświadczenia z tamtego okresu wykorzystywał w swoich późniejszych powieściach (np. Doktor Murek zredukowany). Później przeprowadził się do mieszkania swojego wuja Zygmunta Rytla, profesora Politechniki Warszawskiej, przy ulicy Grójeckiej 44 na Ochocie. Brat wuja, Wacław Rytel (imię zakonne Wiator) był zakonnikiem z dużymi znajomościami w kręgach prawicowych i umożliwił Mostowiczowi znalezienie stałej pracy.
W 1924 rozpoczął pracę w redakcji „Rzeczpospolitej”, wówczas czołowej gazety o profilu chadecko-narodowymi. Początkowo pracował jako korektor i reporter piszący o wypadkach i wydarzeniach kryminalnych. Na początku 1925 został etatowym redaktorem i publicystą gazety. Jako felietonista podpisywał swoje artykuły pseudonimem TEM lub TM, a później C. hr. Zan (czyli „Chrzan”). Wówczas też zaczął używać przy nazwisku przydomku „Dołęga”, nazwy rodowego herbu Mostowiczów. W 1925 na łamach gazety ukazał się również jego pierwszy literacki utwór Sen pani Tuńci.
Jako publicysta był krytykiem obozu Józefa Piłsudskiego, zwłaszcza po przewrocie majowym w 1926. Jego antysanacyjne felietony padały ofiarą cenzury. W publicystyce komentował m.in. drażliwe politycznie sprawy: aresztowania gen. Malczewskiego, zaginięcia generała Zagórskiego i pobicia posła Zdziechowskiego.

### Pobicie

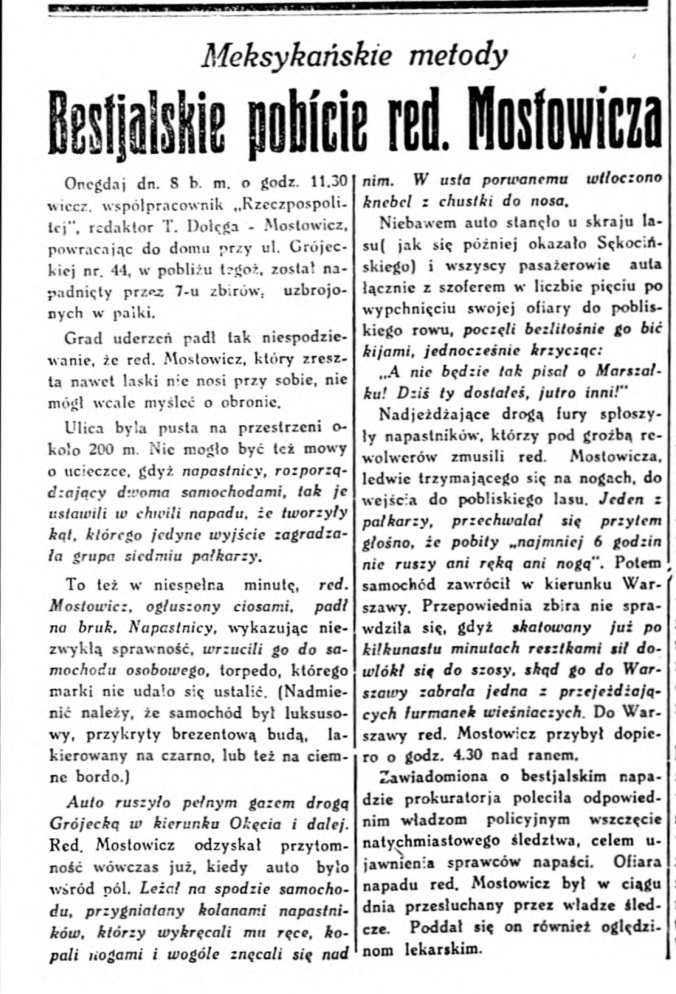
Artykuł o pobiciu Tadeusza Dołęgi-Mostowicza (ABC 10.09.1927 s. 3)

8 września 1927 późnym wieczorem został napadnięty i pobity przez nieznanych sprawców. Sytuacja wydarzyła się półtora roku po przewrocie majowym, w momencie gorącej sytuacji politycznej.
Miesiąc przed tym wydarzeniem, 6 sierpnia 1927 r., zaginął w niewyjaśnionych okolicznościach generał Włodzimierz Zagórski, przeciwnik rządzącej sanacji. Prasa, zwłaszcza prawicowa, codziennie drążyła sprawę zaginięcia. Podawano w wątpliwość oficjalną wersję o dezercji generała i pojawiały się sugestie, że za jego zniknięciem mogą stać czynniki rządowe. Ponieważ premierem wówczas był Piłsudski, zwolennicy sanacji odbierali te sugestie jako atak na Marszałka. Dołęga-Mostowicz w ironicznym felietonie „Nowa gra towarzyska” z 10 sierpnia również zasugerował, że Zagórski mógł zostać porwany. W kolejnych felietonach komentował zarówno przebieg śledztwa, jak i coraz częstsze ingerencje cenzury. Według relacji młodszego brata pisarza, Władysława, Mostowicz również osobiście prowadził dziennikarskie śledztwo na temat zaginięcia generała.
Do napaści na Mostowicza doszło 8 września ok. 23:30. Jak podała dwa dni później prasa, zaatakowało go siedmiu uzbrojonych w pałki mężczyzn, gdy wracał do swojego domu przy ul. Grójeckiej 44 w Warszawie. Napastnicy zagrodzili mu drogę ucieczki dwoma samochodami. Następnie ogłuszonego do nieprzytomności dziennikarza wrzucono do luksusowego samochodu (później ustalono, że był to czarny Buick) i wywieziono do lasu w pobliżu Sękocina pod Warszawą. Tam wyrzucony do rowu został jeszcze raz pobity pałkami przez pięciu napastników, którzy wykrzykiwali: „A nie będzie tak pisał o Marszałku! Dziś ty dostałeś, jutro inni!”. Spłoszeni przez chłopskie furmanki, napastnicy odjechali, pozostawiając w lesie pobitego Mostowicza, który dowlekł się do szosy i z pomocą przejeżdżającego tamtędy rolnika dotarł do Warszawy ok. 4:30 nad ranem.
Akt terroru wobec dziennikarza potępiły zgodnie wszystkie gazety i siły polityczne. 13 września w „Rzeczpospolitej” Dołęga-Mostowicz podziękował za wyrazy wsparcia ze strony społeczeństwa, prasy oraz „osobistości politycznych różnych obozów, nie wyłączając rządowego”.
Wydarzenie głośno komentowała prasa opozycyjna, która podejrzewała rząd o sprawstwo lub inspirację pobicia. Według opozycji miała to być próba zastraszenia (lub nawet unieszkodliwienia) krytycznego publicysty. Przedstawiciele władzy zaprzeczali tym sugestiom. Śledztwo, któremu nadano najwyższy status, szybko wykazało jednak, że sprawcami napadu byli funkcjonariusze policji, którymi kierował por. Bolesław Kusiński, oddelegowany z wojska do policji. Okazało się też, że Buick był własnością płk. Janusza Jagryma-Maleszewskiego, ówczesnego komendanta głównego Policji Państwowej. Pomimo dowodów, sprawcy nie zostali nigdy osądzeni, a sprawę zatuszowano. Nie zakończyły się też akty przemocy, trzykrotnie został pobity inny prawicowy publicysta Adolf Nowaczyński.
Motyw pobicia przez „nieznanych sprawców” pojawia się kilkakrotnie w jego późniejszych książkach, m.in. w Karierze Nikodema Dyzmy i Znachorze.

### Kariera literacka

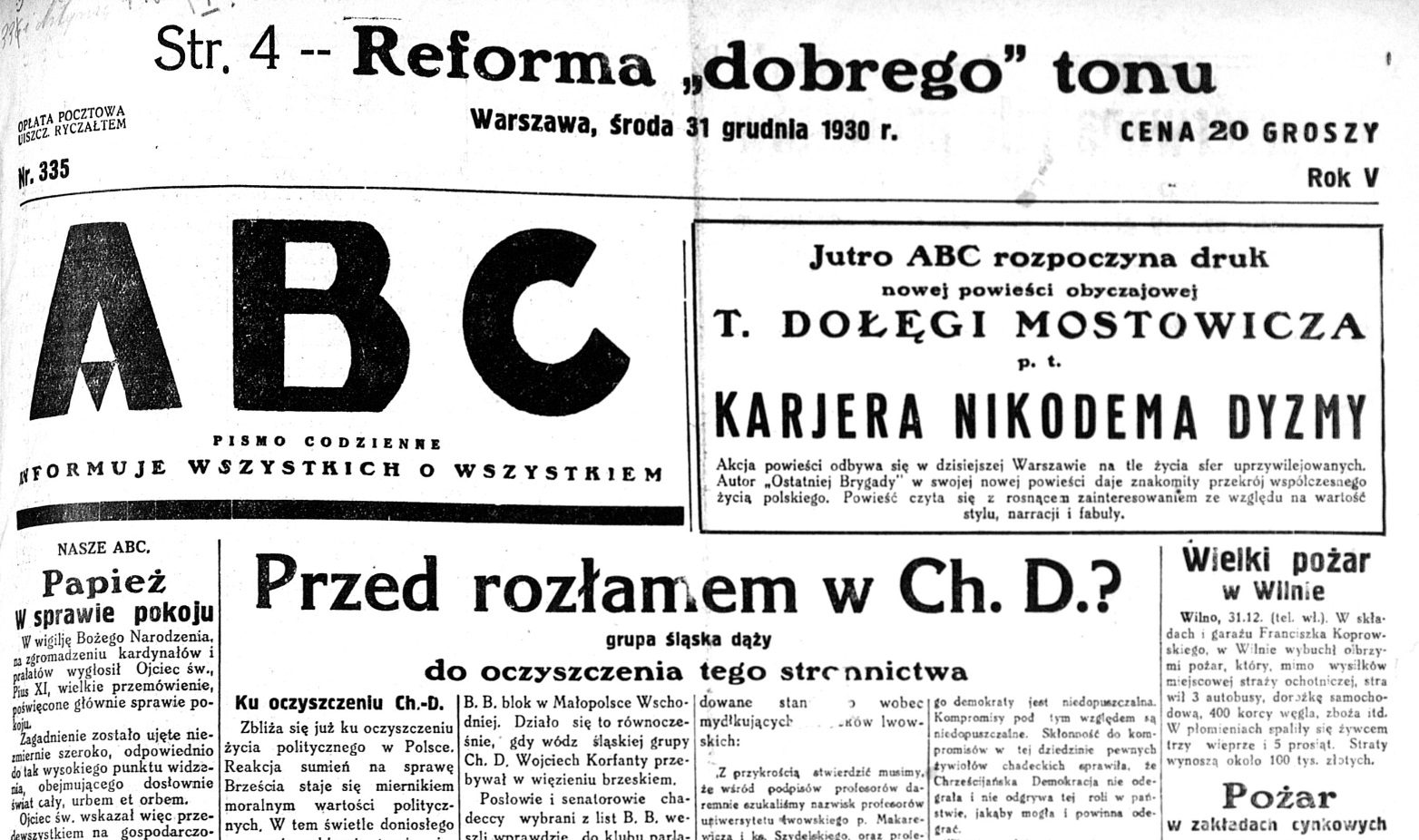
Nagłówek dziennika „ABC” z 31 grudnia 1930 z zapowiedzią druku Kariery Nikodema Dyzmy

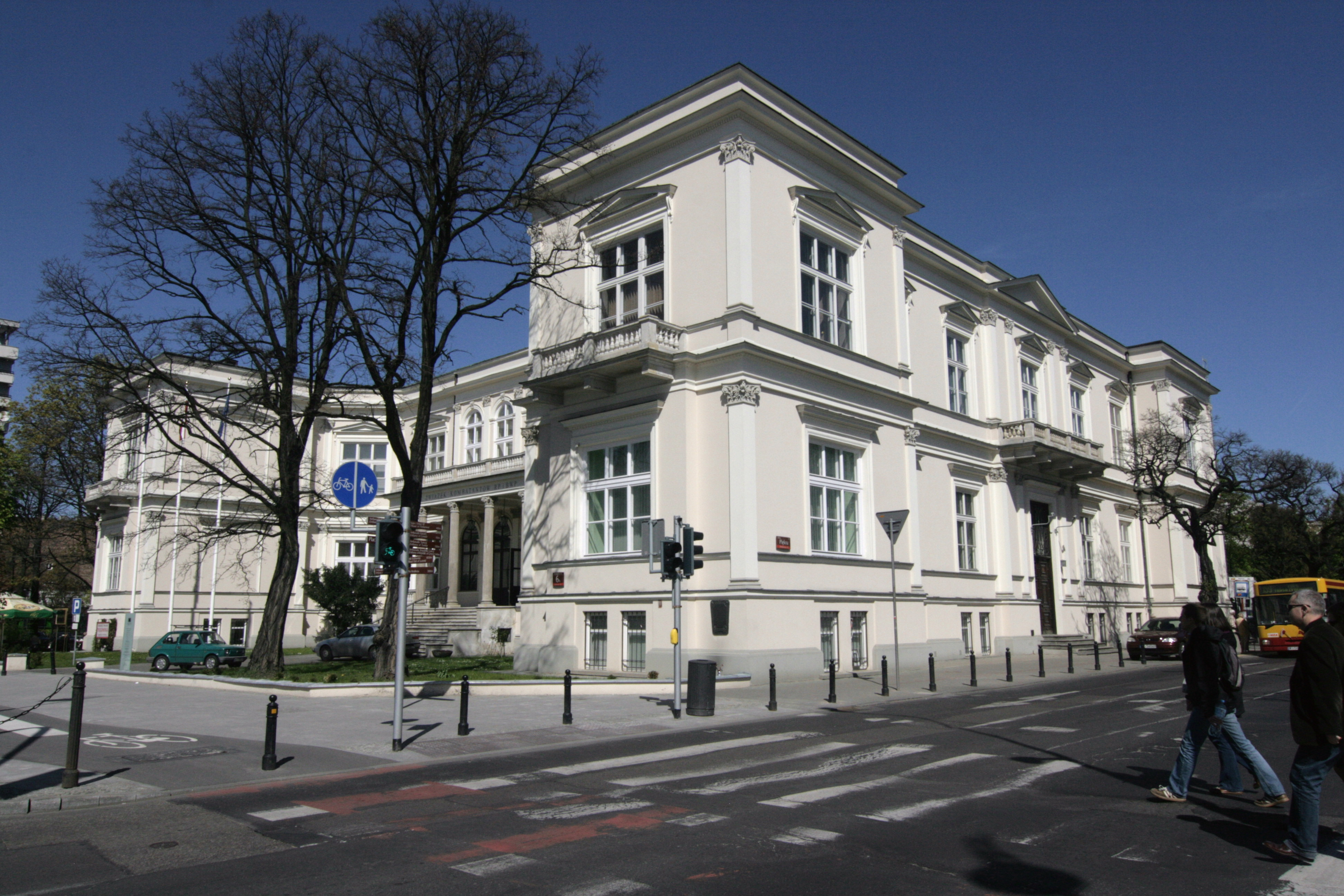
Pałac Rembielińskiego w Warszawie, gdzie znajdowało się ostatnie przed wojną mieszkanie pisarza

Mostowicz interesował się literaturą od dzieciństwa. Już w Głębokiem pisał wiersze i scenariusze przedstawień szkolnych. Pracując jako dziennikarz w „Rzeczpospolitej” drukował na jej łamach krótkie opowiadania i nowele, humoreski i wierszowane szopki noworoczne, a jego felietony często miały charakter krótkich form literackich.
W listopadzie 1928 zakończył współpracę z „Rzeczpospolitą” (która ukazywała się jeszcze do końca 1931 r.) i wycofał się z publicystyki politycznej na rzecz komentowania wydarzeń kulturalnych (recenzje teatralne) i skupienia się na pracy literackiej.
W 1930 ukazała się w odcinkach pierwsza powieść Dołęgi-Mostowicza – Ostatnia brygada (wyd. książkowe 1932), a w roku następnym, na łamach dziennika „ABC”, druga i zarazem najważniejsza powieść – Kariera Nikodema Dyzmy (wyd. książkowe 1932). Powieść okazała się sukcesem a jej autor zyskał wielką popularność.
Po sukcesie wydawniczym zajął się przede wszystkim działalnością literacką. W latach 30. został autorem kilkunastu poczytnych książek, z których największą popularność osiągnął Znachor (1937) i jego kontynuacja Profesor Wilczur (1938). W ciągu roku pisał średnio dwie powieści (łącznie powstało 16). Dzięki popularności swych utworów oraz ich ekranizacji dorobił się znacznego majątku (ze sprzedaży praw autorskich zyskiwał dochody rzędu 15 tys. zł miesięcznie).
Około 1935 zamieszkał w wynajmowanym luksusowym apartamencie na pierwszym piętrze pałacu Rembielińskiego przy ul. Piusa XI 10 (obecnie Al. Ujazdowskie 6a). Oprócz bogatego życia towarzyskiego, zajmował się myślistwem oraz motoryzacją. Był członkiem Automobilklubu Polskiego i posiadał luksusowy samochód buick model 41 sedan, rocznik 1936.

### Działalność filmowa

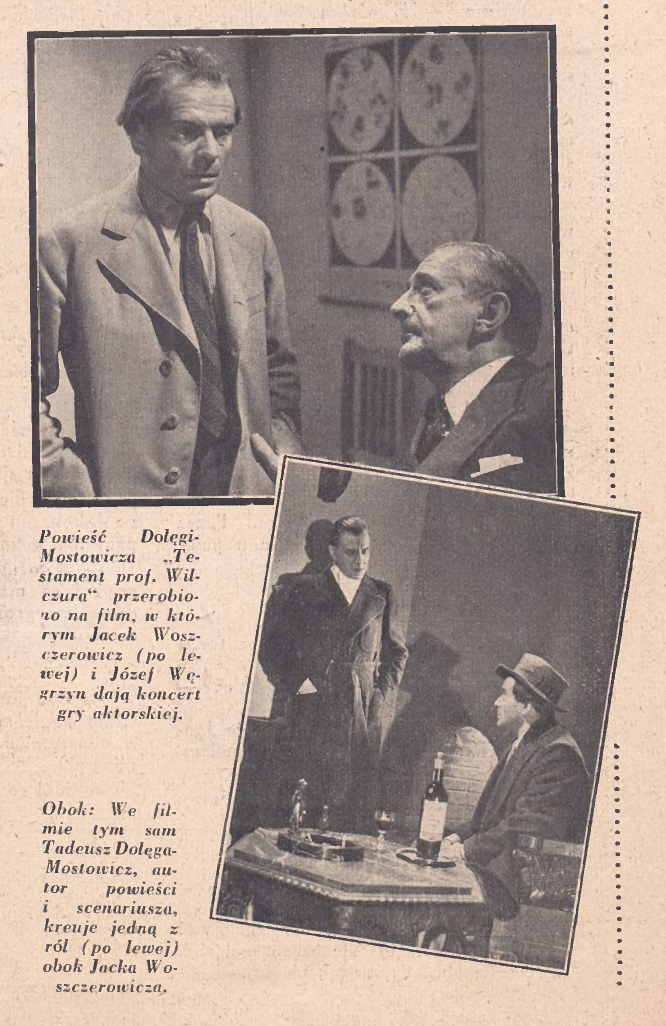
Zapowiedź filmu Testament profesora Wilczura w poznańskim magazynie "Jlustracja Polska" (27.08.1939). Na dolnym zdjęciu (po lewej) Dołęga-Mostowicz w roli pisarza-autora.

Mostowicz, który interesował się teatrem i był aktywnym recenzentem teatralnym, szybko dostrzegł znaczenie kina. W 1933 powstał pierwszy film na podstawie jego powieści Prokurator Alicja Horn z Jadwigą Smosarską w roli głównej. Pisarz pisał również sam scenariusze, które były jednak odrzucane.
W 1936 odrzucono jego scenariusz Znachor, który wobec tego przerobił na powieść. Sukces powieści zachęcił filmowców do realizacji. Film Znachor z 1937 okazał się największym przebojem filmowym Polski przedwojennej, wzmagając jeszcze bardziej poczytność powieści. Podobny sukces osiągnęła jego kontynuacja Profesor Wilczur. Pod koniec lat 30. zekranizowano też kilka innych powieści Dołęgi-Mostowicza. W ekranizacjach jego prozy wystąpili najwybitniejsi polscy aktorzy – Kazimierz Junosza-Stępowski, Józef Węgrzyn, Elżbieta Barszczewska, Mieczysława Ćwiklińska, Franciszek Brodniewicz czy Aleksander Żabczyński.
Autor dążył jednak do realizacji filmów według własnych scenariuszy i do aktywnego udziału w produkcji filmów. W 1939 zrealizowano jego scenariusz do filmu Biały Murzyn na podstawie powieści Michała Bałuckiego, a także dwa jego scenariusze na podstawie własnych powieści.
W końcu w pełni zaangażował się w produkcję filmu Testament profesora Wilczura – kontynuację Znachora i Profesora Wilczura. W odróżnieniu od poprzednich części trylogii, pisarz sam napisał scenariusz, współfinansował film i współuczestniczył w produkcji (najprawdopodobniej równocześnie z filmem miała ukazać się również powieść, ale nie zachowała się ona ani nie zdążyła ukazać). Tadeusz Dołęga-Mostowicz wystąpił również sam w jednej z ról aktorskich  grając autora opowiadanej historii – swoje alter ego. Film powstał latem 1939 (niektóre sceny kręcone były jeszcze we wrześniu), a do kin wszedł w czasie okupacji w 1942. Wyświetlany był jeszcze po wojnie do około 1947 r., jednak wszystkie jego kopie zaginęły.
Tuż przed wojną pisarz zbliżył się do obozu władzy i wspierał działania promocyjne państwa polskiego. W 1938 wszedł, jako kierownik artystyczny, w skład Towarzystwa Rozwoju Filmu Polskiego (TRFP), instytucji wspierającej rozwój kinematografii polskiej poprzez finansowanie państwowe (odpowiednik PISF). W lutym 1939 współtworzył Kurs Wiedzy Filmowej, mający być zalążkiem pierwszej polskiej szkoły filmowej. Przygotowywał się również do produkcji serii krótkich filmów dla Polskiej Agencji Telegraficznej, które promowałyby najważniejsze osiągnięcia II RP (seria nie doszła do skutku, na jej podstawie latem 1939 powstawał jednak film Przygody pana Piorunkiewicza).
Według ówczesnej prasy Dołęga-Mostowicz planował dalsze zaangażowanie się w produkcję filmową. Tuż przed wojną podpisał kontrakt na dwa scenariusze dla Hollywood, w tym jeden dla znanej aktorki Bette Davis. Z wytwórni Warner Bros. dostał również propozycję napisania scenariusza o wojnie z 1920.

## Życie prywatne

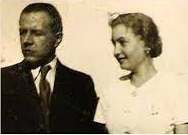
Tadeusz Dołęga-Mostowicz z narzeczoną Katarzyną Piwnicką (koniec lat 30.)

Po ojcu pochodził ze szlachty żyjącej od pokoleń w Wielkim Księstwie Litewskim. Mostowiczowie posługiwali się dawnym polskim herbem Dołęga, który ich protoplasta – litewski bojar Monstwild – otrzymał w trakcie unii horodelskiej w 1413 roku. Matka wywodziła się z ziemiańskiej rodziny Żabko-Potopowiczów. Rodzina pisarza mieszkała w Głębokiem. Ojciec był tam wziętym prawnikiem, a matka – z wykształcenia nauczycielka –  zarządzała gospodarstwem, kształciła dzieci i zajmowała się działalnością charytatywną. Siostra matki pisarza, Teresa Potopowicz, była żoną Zygmunta Rytla, znanego inżyniera, profesora politechniki. Rytlowie wspierali przyszłego pisarza zarówno przed I wojną światową, jak i po przyjeździe do Warszawy w latach 20.
Dołęga-Mostowicz miał dwie siostry – Janinę (ur. 1894) i Jadwigę (ur. 1904) – oraz młodszego brata Władysława (ur. 1911). Jadwiga już po II wojnie światowej wyszła za mąż za Felicjana Sławoj Składkowskiego, ostatniego premiera II RP (zmarła w 2007 w wieku 103 lat). Starsza siostra Janina, po mężu Moroziewicz, pracowała jako nauczycielka w Wilnie.
Pisarz spotykał się z wieloma kobietami, jednak przez lata nie stworzył stałego związku. Dopiero pod koniec lat 30. związał się z Katarzyną Piwnicką (znaną jako Kate, co pisarz uwiecznił w powieści Trzy serca), córką arystokratów, właścicieli majątku w Sikorzu, ulubionego miejsca wypoczynku artystów (kręcono tu zdjęcia plenerowe do Profesora Wilczura). Ich oficjalne zaręczyny miały odbyć się w listopadzie 1939 r., gdy Katarzyna osiągała pełnoletniość, zaś ślub planowano na zimę.

### Śmierć i sprowadzenie prochów

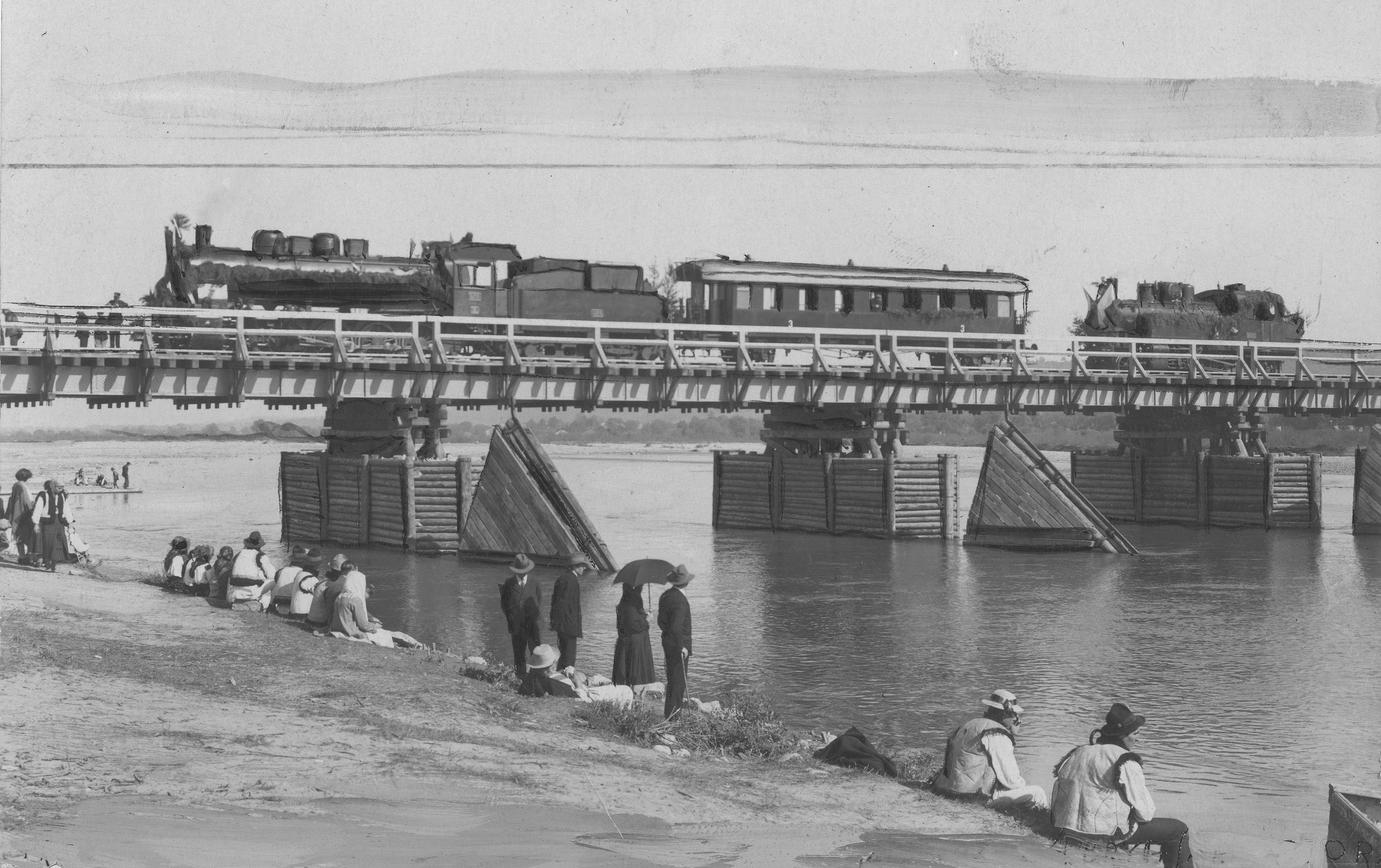
Most na Czeremoszu w Kutach (lata 30.)

Tadeusz Dołęga-Mostowicz wziął udział w wojnie obronnej 1939 jako żołnierz Wojska Polskiego w stopniu kaprala, który posiadał z czasów służby w wileńskich ułanach. Zginął od sowieckich kul dnia 20 września 1939 w miasteczku Kuty, położonym przy granicy polsko-rumuńskiej (powiat kosowski, województwo stanisławowskie, dziś na Ukrainie). Przez lata powstało szereg sprzecznych wersji okoliczności jego śmierci, jednak na podstawie relacji naocznych świadków i zachowanych dokumentów udało się ustalić faktyczny przebieg zdarzeń .
Według zachowanych świadectw do połowy września Mostowicz przebywał w Warszawie (świadczy o tym m.in. znaleziony przy zwłokach czek od wydawnictwa „Rój” datowany na 16 września). Jak przypuszcza biograf pisarza, Jarosław Górski, Mostowicz mógł zostać zmobilizowany ze swoim buickiem i jako doświadczony kierowca brać udział w ewakuacji rządu po agresji sowieckiej 17 września 1939. Prawdopodobnie otrzymał rozkaz przewiezienia do nadgranicznych Kut i potem do Rumunii jakichś dygnitarzy lub dokumentów.
Po przekroczeniu 17 i 18 września przez władze polskie w Kutach mostu na Czeremoszu, oddziały Wojska Polskiego wycofały się na stronę rumuńską, gdzie zostały internowane w najbliższym miasteczku Wyżnica. Ponieważ do Kut nie wkroczyli jeszcze Sowieci, jego mieszkańcy, Polacy i Ormianie, obawiali się napadów nacjonalistów ukraińskich. Dla ich ochrony pozostawiono kilkudziesięciu żołnierzy w strażnicy Straży Granicznej, po stronie polskiej, niedaleko mostu granicznego. Wśród tych ochotników był kapral Dołęga-Mostowicz, który m.in. zajmował się aprowizacją, dostarczał ze strony polskiej żywność żołnierzom internowanym w rumuńskiej Wyżnicy.
20 września około godziny 11.00 Mostowicz, wraz z innym żołnierzem, przyjechał ciężarówką do Kut, do piekarni Karola Różankowskiego przy ul. Tuidowskiej, aby zaopatrzyć się w chleb dla żołnierzy. W tym czasie wjechały do miasta trzy czołgi sowieckie, witane przez część ludności ukraińskiej i żydowskiej. Gdy czołgistom wskazano polską ciężarówkę wojskową stojącą przy piekarni, jeden z czołgów ruszył w jej stronę. Mostowicz z kierowcą ruszyli ciężarówką w kierunku mostu. Wówczas zostali ostrzelani przez czołg z karabinu maszynowego. Ciężarówka wypadła z drogi, prawdopodobnie przewróciła się na posesję Mojzesowiczów przy ul. Kolejowej, niedaleko kościoła ormiańskiego. Kierowcy udało się uciec, jednak kapral Mostowicz zginął na miejscu. Tadeusz Dołęga-Mostowicz był jedynym polskim żołnierzem poległym przy wycofywaniu się oddziałów polskich (30 tysięcy żołnierzy, w tym 6 tys. oficerów) do Rumunii przez most na Czeremoszu.

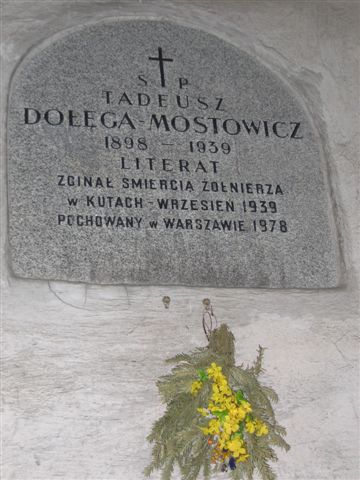
Nagrobek Tadeusza Dołęgi-Mostowicza na cmentarzu Powązkowskim, 2006

Pierwotnie został pochowany w Kutach 22 września 1939 przez miejscowych Polaków, którzy ufundowali pomnik nagrobny i przez lata nim się opiekowali.
Jego prochy sprowadzono do Warszawy i 24 listopada 1978 pochowano w katakumbach na cmentarzu Powązkowskim (rząd 113-3). Poświęcone pisarzowi epitafium znajduje się w krużgankach (ciąg lewy) warszawskiego kościoła św. Antoniego Padewskiego.

## Twórczość
Popularność przyniosła autorowi już pierwsza obyczajowo-sensacyjna powieść Ostatnia brygada (1930/1932), historia przedsiębiorcy idealisty Andrzeja Dowmunta, który zderza się z rzeczywistością odrodzonej Polski. Prawdziwy rozgłos przyniosła mu jednak Kariera Nikodema Dyzmy (1931/1932), satyryczna historia niewykształconego prostaka z prowincji Nikodema Dyzmy, który dzięki przypadkowi trafia do wyższych sfer i bez trudu odnajduje tam swoje miejsce. Na przykładzie ówczesnej Polski Kariera przedstawiła uniwersalne mechanizmy kierujące elitami władzy. Chociaż większość postaci i opisanych sytuacji nie miało rzeczywistych pierwowzorów, to w postaci pułkownika Waredy czytelnicy rozpoznawali Bolesława Wieniawę-Długoszowskiego. Sam autor jednak sprzeciwiał się odnoszeniu Kariery do bieżącej polityki i zaznaczał, że „akcja jej toczy się w czasie nieokreślonym”.
Po sukcesie Kariery Nikodema Dyzmy wszystkie kolejne powieści autora stawały się bestsellerami. Drukowana w odcinkach powieść Kiwony (1932) przedstawiała karierę konformisty i człowieka bez charakteru. Oparta na intrydze kryminalnej powieść Prokurator Alicja Horn (1933) była pierwszą książką pisarza przeniesioną na ekran filmowy. Świat przemysłowców przedstawiła powieść Bracia Dalcz i S-ka (1933), a dylogia Doktor Murek zredukowany i Drugie życie doktora Murka (1936) opisywała losy wykształconego inteligenta, który nie mógł odnaleźć swego miejsca w czasach kryzysu.
Powieść Znachor (1937) i jej kontynuacja Profesor Wilczur (1939), historia wybitnego warszawskiego lekarza, który wskutek amnezji staje się wiejskim znachorem na Kresach, zyskały zarówno uznanie krytyków, jak i wielką popularność czytelników. Ich dziecko (1937) to powieść odwołująca się do wojny polsko-bolszewickiej, a jednocześnie odważna obyczajowo. Natomiast powieść Trzy serca (1938), która opowiada o zamianie dziecka chłopskiego i arystokratycznego, przedstawia barwne życie bogatego ziemiaństwa.
Popularność w latach trzydziestych zyskały również cztery powieści o tematyce „kobiecej”. Były to dotykające problemów kobiet i pisane z kobiecej perspektywy – Trzecia płeć (1934) i Świat pani Malinowskiej (1934), których przesłanie określono jako „konserwatywny feminizm” oraz dylogia Złota Maska (1935) i Wysokie Progi (1935), która – również z kobiecej perspektywy – opisywała złożony świat teatrzyków warszawskich i świat polskiej arystokracji.
Ostatnią jego książką powstałą tuż przed wybuchem wojny był Pamiętnik pani Hanki (1939) – ironiczna powieść sensacyjna, napisana w formie pamiętnika z odniesieniami autora do samego siebie, z fabułą rozgrywającą się w środowisku wyższych sfer Warszawy. Powieść nawiązuje do rzeczywistej sytuacji międzynarodowej końca lat 30., a w tle fabuły obecne są rozważania o nadchodzącej wojnie.
Wrzesień 1939 zniweczył dalsze plany literackie Tadeusza Dołęgi-Mostowicza. Oprócz wydania w formie powieści trzeciej części trylogii o prof. Wilczurze (Testament profesora Wilczura) i tworzenia kolejnych scenariuszy filmowych, pisarz planował również powieść Jasnowidz oraz wielotomowy cykl powieści historycznych z czasów Polski piastowskiej. Przed wybuchem wojny gotowy był już pierwszy tom o Bolesławie Chrobrym.
Krótko po 1945 ukazało się kilka wydań jego powieści. Jednak już w 1951 wszystkie jego utwory, z wyjątkiem Kariery Nikodema Dyzmy, Znachora i Profesora Wilczura, zostały objęte zapisem cenzury w Polsce i podlegały natychmiastowemu wycofaniu z bibliotek. W Polsce Ludowej pamiętano autorowi publicystykę w prawicowej prasie i przynależność do elit II RP. Do marksistowskiego szablonu walki klasowej nie pasował też sposób, w jaki powieści Dołęgi-Mostowicza przedstawiały zmienny los jednostki (zależny często od przypadku). Cenzura nie mogła też zaakceptować, że komuniści z KPP pojawiali się tam jako sowieccy szpiedzy (Doktor Murek, Ostatnia brygada, Prokurator Alicja Horn), a klasę robotniczą reprezentował głównie lumpenproletariat.
Zainteresowanie twórczością pisarza odżyło po śmierci Stalina. W 1954 ukazało się nowe wydanie Kariery Nikodema Dyzmy, a w trakcie październikowej odwilży 1956 powstał film Nikodem Dyzma z Adolfem Dymszą, gwiazdą kina przedwojennego (premiera 25.10.1956). Film został przyjęty entuzjastycznie przez widzów (dostrzegano w nim wyraz nostalgii za II RP), jednak władze komunistyczne szybko skazały go na zapomnienie. W 1963 ukazała się natomiast ekranizacja Pamiętnika pani Hanki, znacznie odbiegająca od pierwowzoru.
Prawdziwy renesans popularności Tadeusza Dołęgi-Mostowicza nastąpił dopiero pod koniec okresu gierkowskiego, zwłaszcza po sprowadzeniu szczątków pisarza do Polski w 1978. Powstały wówczas dwa seriale radiowe Doktor Murek (1978) z Romanem Wilhelmim i Kariera Nikodema Dyzmy (1979) z Marianem Kociniakiem, dwa seriale telewizyjne Doktor Murek (1979) z Jerzym Zelnikiem i Kariera Nikodema Dyzmy (1980) z Romanem Wilhelmim oraz film Znachor (1981) z Jerzym Bińczyckim.
Powieści Dołęgi-Mostowicza wielokrotnie wydawano, a także tłumaczono na inne języki. Tylko w latach 80. sprzedano 3 miliony egzemplarzy jego powieści.
Współcześnie ukazało się również kilka zbiorów z krótszymi tekstami literackimi pisarza: Pechowy literat i inne opowiadania, Dwór Polski. Kresy i polityka wewnętrzna, Panika na Kapitolu, Abstynenci z premedytacją, Zły system czy Niewiasty, bądźcie ostrożne!.
W XXI wieku Tadeusz Dołęga-Mostowicz pozostaje nadal jednym z najbardziej poczytnych pisarzy polskich.

### Powieści
- Ostatnia brygada (1930/1932)
- Kariera Nikodema Dyzmy (1931/1932)
- Kiwony (1932/1987)
- Prokurator Alicja Horn (1933)
- Bracia Dalcz i S-ka (1933)
- Trzecia płeć (1934)
- Świat pani Malinowskiej (1934)
- Złota Maska (1935)
- Wysokie Progi (1935)
- Doktor Murek zredukowany (1936)
- Drugie życie doktora Murka (1936)
- Znachor (1937)
- Ich dziecko (1937)
- Trzy serca (1938)
- Profesor Wilczur (1939)
- Pamiętnik pani Hanki (1939)

### Scenariusze filmowe
- Doktór Murek (1939)
- Trzy serca (1939)
- Biały Murzyn (1939)
- Testament profesora Wilczura (1939)

## Literackie nawiązania
Przez wiele lat krytycy literaccy przypisywali Dołędze także autorstwo powieści Czeki bez pokrycia, będącej ostrą krytyką rządów sanacyjnych. W rzeczywistości autorem tej powieści był polski polityk i ekonomista Jerzy Zdziechowski, który świadomie stylizował ją na prozę poczytnego w latach 30. pisarza i wydał w 1933 pod pseudonimem „W.M. Dęboróg”. Mylącym mógł być też fakt, iż książkę opublikowano w Wydawnictwie „Rój” w Warszawie, publikującą powieści Dołęgi-Mostowicza.
W 1970 w USA ukazała się powieść Wystarczy być autorstwa Jerzego Kosińskiego, amerykańskiego pisarza polskiego pochodzenia, który zyskał sławę w 1965 powieścią Malowany ptak. Książka opisuje losy Chaunceya Gardinera (w polskim przekładzie Rossa O'Grodnicka), prostaka, który zostaje uznany za genialnego polityka, finansistę i kandydata na prezydenta USA. Na podstawie powieści powstał nagradzany film o tym samym tytule (1979) z Peterem Sellersem w roli głównej. Według opinii wyrażonej w czasopiśmie „Village Voice” już w 1982 r., książka Wystarczy być jest plagiatem Kariery Nikodema Dyzmy, nieznanej wówczas czytelnikom zachodnim. Kosińskiemu zarzucano również inne plagiaty.
Po 1990 najsłynniejsza powieść, Kariera Nikodema Dyzmy, doczekała się kilku kontynuacji.

## Adaptacje powieści

### Filmy przedwojenne
Adaptacje wydanych powieści:
- Prokurator Alicja Horn (1933) z Jadwigą Smosarską,
- Znachor (1937) z Kazimierzem Junoszą-Stępowskim i Elżbietą Barszczewską,
- Profesor Wilczur (1938) – kontynuacja Znachora,
- Ostatnia brygada (inny tytuł Prawo do szczęścia, 1938),
- Doktór Murek (1939) z Franciszkiem Brodniewiczem,
- Trzy serca (1939) z Aleksandrem Żabczyńskim i Elżbietą Barszczewską,
- Złota maska (1939, premiera 1940).

Adaptacja niewydanej powieści:
- Testament profesora Wilczura (1939, premiera 1942) – kontynuacja Znachora i Profesora Wilczura; film zaginiony

Niezrealizowane:
- Kariera Nikodema Dyzmy (prod. 1938) – produkcja Eugeniusza Bodo; nieukończony
- Przygody pana Piorunkiewicza (prod. 1939) – nieukończony

### Filmy powojenne
Adaptacje filmowe powieści:
- Nikodem Dyzma (1956) z Adolfem Dymszą,
- Pamiętnik pani Hanki (1963),
- Znachor (1981) – ekranizacja w reż. Jerzego Hoffmana z Jerzym Bińczyckim,
- Znachor (2023) – trzecia ekranizacja z Leszkiem Lichotą[52].

Seriale telewizyjne:
- Doktor Murek (1979) z Jerzym Zelnikiem,
- Kariera Nikodema Dyzmy (1980) z Romanem Wilhelmim.

Luźna adaptacja:
- Kariera Nikosia Dyzmy (2002) z Cezarym Pazurą.

Niezrealizowane:
- Kariera Sebastiana Dyzmy (prod. 1999–2001) z Wojciechem Malajkatem – film i serial nieukończone[53][54][55].

### Adaptacje radiowe
- Doktor Murek (1978) – 12-odcinkowy serial radiowy, reż. Juliusz Owidzki, w roli głównej Roman Wilhelmi[56]
- Kariera Nikodema Dyzmy (1979) – 10-odcinkowy serial radiowy, reż. Juliusz Owidzki, w roli głównej Marian Kociniak[57]
- Bracia Dalcz i spółka (1984) – 5-odcinkowy serial radiowy, reż. Juliusz Owidzki[58]
- Trzy serca (1984) – 4-odcinkowy serial radiowy, reż. Juliusz Owidzki[59]
- Ich dziecko (1985) – 5-odcinkowy serial radiowy, reż. Marek Kulesza[60]
- Kiwony (1988) – 6-odcinkowy serial radiowy, reż. Andrzej Zakrzewski[61]
- Pamiętnik pani Hanki (1993) – 4-odcinkowy serial radiowy, reż. Wojciech Markiewicz[62]

### Inscenizacje teatralne
Inscenizacją Teatru Telewizji TVP (2019) było widowisko Marka Bukowskiego i Macieja Dancewicza zatytułowane Dołęga-Mostowicz. Kiedy zamykam oczy, oparte na połączonych wątkach z biografii pisarza i z fabuły Kariery Nikodema Dyzmy (reż. Marek Bukowski).
Adaptacje powieści Dołęgi-Mostowicza były również wielokrotnie wystawiane na scenach teatralnych (zob. informacje w hasłach poszczególnych powieści).